# Diana Bracho
Diana Bracho (Ciutat de Mèxic, 12 de desembre de 1944) és una primera actriu mexicana. Guanyadora de dos premis Ariel i expresidenta de l'Academia Mexicana de Artes y Ciencias Cinematográficas.

## Biografia
Diana Bracho Bordes va néixer el 12 de desembre de 1944 a la Ciutat de Mèxic. Prové d'una família relacionada amb el mitjà artístic. És filla de l'actor i director mexicà Julio Bracho i de l'actriu i ballarina Diana Bordes Mangel i és neboda de les actrius Andrea Palma i Dolores del Río, a més és cosina de l'actriu de doblatge Marcela Bordes i de l'actriu Julieta Bracho, és tia del també actor Julio Bracho Castillo també està emparentada amb Pablo Bracho, Alejandro Bracho i Ramón Novarro.
Es va casar en primeres núpcies amb el seu cosí en segon grau, el doctor Felipe Bracho, catedràtic de la Universitat, amb qui va tenir una filla, Andrea. Posteriorment es va casar amb Rafael Cortés, artista, dissenyador i pintor.
El 6 d'agost de 2002 Diana Bracho és nomenada presidenta de l'Academia Mexicana de Ciencias y Artes Cinematográficas, càrrec va ocupar fins al 2006.

## Inicis
Va debutar al cinema com a actriu infantil en dues pel·lícules del seu pare: San Felipe de Jesús (1949) e Inmaculada (1950). Va estudiar la carrera de Filosofia i Lletres a Nova York. Va debutar professionalment en el teatre en l'obra Israfel de Abelardo Rodríguez, dirigida per Héctor Azar, al costat de Sergio Bustamante. En la televisió el seu debut va ser en 1973 amb les sèries Los miserables i Mi primer amor i al cinema a la pel·lícula El castillo de la pureza (1972) d'Arturo Ripstein, que es converteix en un film d'èxit internacional i li dona els seus primers premis d'actuació: Ariel 1973 a la millor coactuació femenina, Diosa de Plata i Herald. Viu quatre anys a Oxford, Anglaterra, on estudia tècnica Alexander, amb E.A. M. Goldie, alumna del Sr. Alexander.

## Vida professional
De retorn a Mèxic treballa ininterrompudament en tots els mitjans. Diana Bracho va obtenir l'Ariel per millor coactuació femenina, a més de per El castillo de la pureza, per El infierno de todos tan temido, i va obtenir nominacions a la millor actriu per Actas de Marusia i per Entre Pancho Villa y una mujer desnuda. El 1976 filma Las poquianchis bota la direcció de Felipe Cazals i actua al costat de la seva millor amiga María Rojo.
Ha participat en coproduccions amb diversos països com El jugador de ajedrez (Mèxic-França), Edmilson (Alemanta), The Dogs of War (Anglaterra), El Aleph (Italia), El timbaler del Bruc (Mèxic-Espanya), Antonieta (Mèxic, Espanya), On Wings of Eagles (Estats Units). Ha participat en importants produccions teatrals: Israfel, Santísima, El perceptor, Un tranvía llamado Deseo (dir. Martha Luna) per la que va rebre quatre premis de la crítica, Trío, Las dos Fridas, Drácula, El eclipse, Entre Pancho Villa y una mujer desnuda, Los negros pájaros del adiós, Juegos fatuos, Un tranvía llamado deseo (dir. Francisco Franco) per la que també va rebre quatre premis de la crítica.
És l'única actriu que ha interpretat a les dues germanes, Blanche i Stella, en Un tramvia anomenat Desig de Tennessee Williams.
En la televisió ha protagonitzat diverses sèries i telenovel·les, amb els personatges com Leonora Navarro en la telenovel·la Cuna de lobos (1986), sota la producció de Carlos Téllez i el d’Evangelina Vizcaíno a Cadenas de amargura (1991), produïda per Carlos Sotomayor. Quan la ballarina novaiorquesa Twyla Tharp es va presentar a Mèxic, va convidar a Diana a participar en la seva coreografia The Bix Pieces, com a actriu.
Ha participat en set telenovel·les més com a vilana: Capricho en 1993 (amb la qual va obtenir el premi TVyNovelas a la millor actriu antagònica en 1994), Retrato de familia el 1995, una actuació especial a El privilegio de amar el 1998, Infierno en el paraíso el 1999, Heridas de amor en 2006 (per la qual va ser nominada al premi TVyNovelas a Millor primera actriu), Fuego en la sangre el 2008 (per la qual va tornar a guanyar el premi a millor actriu antagònica en el lliurament dels premis ¨TvyNovelas¨ (2009) i Rafaela l'any 2011. En cinema l'hem vist en pel·lícules com: Divina confusión, 3:19 de Dany Saadia, Quemar las naves, Eros una vez María i J-ok'el, també a la sèrie mexicana S.O.S.: Sexo y otros secretos.
Al juliol de 2012 estrena l'obra de teatre Amor, dolor y lo que traía puesto! compartint crèdits amb Silvia Pinal, Susana Zabaleta, Alejandra Barros, Gabriela de la Garza i Mariana Treviño en una temporada que es va estendre fins a 2013.
En 2013 s'uneix a l'elenc de la telenovel·la Quiero amarte del productor Carlos Moreno Laguillo.
En 2014 es va unir a l’obra de teatre Master Class, on interpreta a Maria Callas.
En 2015 és invitada a participar al curtmetratge María Bonita on encarnava a María Felix al costat de Vico Escorcia, posteriorment treballa pel productor Roberto Gómez Fernández en "El hotel de los secretos" on interpreta a doña Teresa, antagonista de la història.
El 2017 treballa a la telenovel·la Mi marido tiene familia del productor Juan Osorio.
El 2021 participa a la telenovel·la ¿Qué le pasa a mi familia?, npvament de Juan Osorio.

## Filmografia

### Telenovel·les
- Eternamente amándonos (2023) - Martina
- ¿Qué le pasa a mi familia? (2021) - Luz Torres de Rueda[5]
- Mi marido tiene familia (2017-2019) - Blanca Gómez de Córcega
- El hotel de los secretos (2016) - Teresa Langre Vda. de Alarcón
- Quiero amarte (2013-2014) - Lucrecia Ugarte de Montesinos
- Rafaela (2011) - Morelia Echavarría de la Vega
- Fuego en la sangre (2008) - Doña Gabriela Acevedo Vda. de Elizondo
- Heridas de amor (2006) - Bertha de Aragón
- Bajo la misma piel (2003-2004) - Sara Ortiz Escalante de Murillo
- El derecho de nacer (2001) - Clemencia Rivera de Del Junco
- Cuento de Navidad (1999-2000) - Queta
- Infierno en el paraíso (1999) - Dariana Valdivia
- El privilegio de amar (1998-1999) - Ana Joaquina Velarde (Joven)
- Retrato de familia (1995-1996) - Irene Mariscal Olivares
- Alondra (1995) - Alondra (Voz)
- El vuelo del águila (1994-1995) - Sara Pérez de Madero
- Capricho (1993) - Eugenia Montaño de Aranda
- Cadenas de amargura (1991) - Evangelina Vizcaíno Lara
- Pasión y poder (1988) - Ana Laura Montesinos Casino de Gómez Luna
- Cuna de lobos (1986-1987) - Leonora Navarro Castillejos de Larios
- Esperándote (1985-1986) - Isabel
- Leona Vicario (1982) - Leona Vicario
- Al salir el sol (1980) - Ana
- El amor llegó más tarde (1979) - Mrs. Dobuti
- Ángel Guerra (1979) - Lorenza
- Los miserables (1973) - Cosette
- Mi primer amor (1973) - Elena

### Sèries i programes
- ¡Ay Güey! (2018) - Doña Beatriz Rothstein
- Apocalipsis Maya / Discovery Channel (2012) - Narradora
- 100 mexicanos dijeron (2011) - Estrella invitada
- Mujeres asesinas (2010) Capítol "Las Blanco, Viudas" - Norma Blanco Vda. de La Piedra
- Locas de amor (2009) - Regina
- S.O.S.: Sexo y otros secretos (2007) - Isadora
- ¿Qué nos pasa? (1998)
- Mujer casos de la vida real (1995) Capítol "¿Quién soy yo?" - Aurora
- Televiteatros (1993)
- Hora marcada (1989) - Capítol "David" - Martha
- Papá soltero (1989) - Capítol "Operación Cupido" - Silvia
- On Wings of Eagles (1986) - Mrs. Dobuti
- Cuentos de madrugada (1985)

### Pel·lícules
- Qué despadre (2021) - Ofelia
- En las buenas y en las malas (2019) - Elena
- A ti te quería encontrar (2018) - Sofía
- Itinerario de una pasión (2015) - Sra. Corral
- Mi universo en minúsculas (2012) - Josefina
- La noche de las flores (2011) - Fernanda
- Martín al amanecer (2009) - Lucía
- Divina confusión (2008) - Julia
- 3:19 (2008) - Lucía
- Eros una vez María (2007) - María
- Quemar las naves (2007) - Catalina
- J-ok'el (2007) - J-ok'el
- El umbral (2003) - Mercedes
- Vivir mata (2002)
- Dreaming of Julia (2001) - Beta
- Y tu mamá también (2001) - Silvia Allende de Iturbide
- Las caras de la luna - Magdalena Hoyos
- Al borde (1998) - Sarah Narro
- La otra conquista (1998) - Doña Juana
- Un baúl lleno de miedo (1997)
- Entre Pancho Villa y una mujer desnuda (1995) - Gina López
- Serpientes y escaleras (1992)
- El secreto de Romelia (1988) - Dolores de Román
- Redondo (1985)
- Historias violentas (1985)
- Yo no lo sé de cierto, lo supongo (1982)
- Antonieta (1982) - Juana
- Entre paréntesis (1982)
- El héroe desconocido (1981)
- El timbaler del Bruc (1981)
- Max Domino (1981)
- Els gossos de la guerra (1980) - Monja
- El infierno de todos tan temido (1979)
- La tía Alejandra (1979) - Lucía
- Crónica íntima (1976)
- Chin Chin el Teporocho (1976) - Sonia
- Las Poquianchis (1976) - Adelina
- Actas de Marusia (1975) - Luisa
- El hombre del puente (1975)
- El cumpleaños del perro (1974) - Silvia
- El encuentro de un hombre solo (1974) - Renata Castillo
- El castillo de la pureza (1973) - Utopía
- El Santo Oficio (1972) - Mariana De Carvajal
- Inmaculada (1950) - Rosalía cuando niña
- San Felipe de Jesús (1949)

### Teatre
- Master Class (2014) - Maria Callas
- Amor, dolor y lo que traía puesto (2012-2013) - Nora
- Espejos (2012) - Susy
- Todos eran mis hijos (2009) - Kate Keller
- Los monólogos de la vagina (2007)
- Festen (2007) - Else
- Relaciones peligrosas (2006) - Marquesa de Merteuil
- Divina justicia (2005)
- Master Class (1998) - Maria Callas
- Un tranvía llamado Deseo (1997) - Blanche y Stella
- Trío (1982)

### Curtmetratges
- María Bonita (2015) - María Félix
- El umbral (2003) - Mercedes
- Me llamo Benjamín (2002) - Diana
- Cómo sacar 10 en civismo (1995) - Profesora
- Mi primer año (1992)

## Premis i nominacions

### Premis TVyNovelas
| Any  | Categoria                  | Programa/telenovel·la       | Resultat  |
| ---- | -------------------------- | --------------------------- | --------- |
| 2019 | Millor primera actriu      | Mi marido tiene más familia | Nominat   |
| 2018 | Millor actriu coestelar    | Mi marido tiene familia     | Guanyador |
| 2017 | Millor actriu antagònica   | El hotel de los secretos    | Nominat   |
| 2009 | Millor actriu antagònica   | Fuego en la sangre          | Guanyador |
| 2007 | Millor primera actriu      | Heridas de amor             | Nominat   |
| 1994 | Millor actriu antagònica   | Capricho                    | Guanyador |
| 1992 | Millor actriu protagonista | Cadenas de amargura         | Guanyador |
| 1987 | Millor actriu protagonista | Cuna de lobos               | Guanyador |

### Premis Ariel
| Any  | Categoria                  | pel·lícula                             | Resultat  |
| ---- | -------------------------- | -------------------------------------- | --------- |
| 2002 | Millor coactuació femenina | Las caras de la luna                   | Nominat   |
| 1996 | Millor actriu              | Entre Pancho Villa y una mujer desnuda | Nominat   |
| 1980 | Millor coactuació femenina | El infierno de todos tan temido        | Guanyador |
| 1976 | Millor actriu              | Actas de Marusia                       | Nominat   |
| 1973 | Millor coactuació femenina | El castillo de la pureza               | Guanyador |

### Premis Bravo
| Any  | Categoria                  | Teatre/telenovel·la    | Resultat  |
| ---- | -------------------------- | ---------------------- | --------- |
| 2009 | Millor actriu antagònica   | Fuego en la sangre     | Guanyador |
| 2007 | Millor actriu protagonista | Heridas de amor        | Guanyador |
| 2000 | Millor actriu antagònica   | Infierno en el paraíso | Guanyador |
| 1998 | Millor actriu de teatre    | Master Class           | Guanyador |

### Premis People en Español
| Any  | Categoria                | Programa/telenovel·la | Resultat  |
| ---- | ------------------------ | --------------------- | --------- |
| 2011 | Millor actuació en sèrie | Mujeres asesinas 3    | Guanyador |

### Premis El Heraldo de México
| Any  | Categoria                   | Programa/telenovel·la    | Resultat  |
| ---- | --------------------------- | ------------------------ | --------- |
| 2002 | Millor actriu en televisió  | El derecho de nacer      | Nominat   |
| 1972 | Millor co-actuació femenina | El castillo de la pureza | Guanyador |

### Lunas del Auditorio
| Any  | Categoria                | Resultat  |
| ---- | ------------------------ | --------- |
| 2015 | Una vida en el escenario | Guanyador |

### Premis ACE
| Any  | Categoria     | pel·lícula            | Resultat  |
| ---- | ------------- | --------------------- | --------- |
| 1989 | Millor actriu | El secreto de Romelia | Guanyador |

### Premis Diosas de Plata
| Any  | Categoria     | pel·lícula             | Resultat  |
| ---- | ------------- | ---------------------- | --------- |
| 1998 | Millor actriu | Un baúl lleno de miedo | Guanyador |

### MTV Movie Awards Latin America
| Any  | Categoria     | pel·lícula        | Resultat |
| ---- | ------------- | ----------------- | -------- |
| 2002 | Mamá más mala | Y tu mamá también | Nominat  |

### Festival de Cinema de Madrid
| Any  | Categoria     | pel·lícula              | Resultat |
| ---- | ------------- | ----------------------- | -------- |
| 2013 | Millor actriu | Apasionado Pancho Villa | Nominat  |